# Yên Sơn, Quốc Oai
Yên Sơn là một xã thuộc huyện Quốc Oai, thành phố Hà Nội, Việt Nam.
Xã Yên Sơn nằm ở phía Đông Bắc huyện Quốc Oai cách trung tâm Hà Nội 15 km về phía Tây. Giáp ranh với Xã Vân Côn huyện Hoài Đức.
Xã có diện tích 4,11 km², dân số năm 2015 là 7.750 người, mật độ dân số đạt 1.885 người/km².
Số điểm dân cư tập trung ở 3 thôn: Quảng Yên, Ba Nhà, Sơn Trung
Xã có Đại lộ Thăng Long chạy qua và giáp với thị trấn Quốc Oai, cách trung tâm thành phố Hà Nội 15 km thuận lợi cho giao lưu, giao thương phát triển kinh tế xã hội, có lợi thế trong việc tiếp nhận và ứng dụng tiến bộ kỹ thuật mới vào các ngành kinh tế.